# Бруја (водени ток)
Бруја је повремени водени ток на Фрушкој гори, притока је Генералног канала дужине 10,9km, површине слива 24,1km², у сливу Саве.
Извире као периодични ток на јужним падинама Фрушке горе на 235 м.н.в. Прима више периодичних притока, највише у изворишном делу. Текући ка југозападу, протиче са западне стране насеља Ердевик и улива се у Генерални канал, као његова прва притока гледано са западне стране. Амплитуде протицаја краћу се од 6 л/с до 5,5m³/с.
На Бруји се налази хидроакумулација Бања Брује.